# Бортуццо, Роберт
Роберт Бортуццо (англ. Robert Bortuzzo; 18 марта 1989, Тандер-Бей, Онтарио, Канада) — профессиональный канадский хоккеист, защитник клуба НХЛ «Юта Маммот». Обладатель Кубка Стэнли 2019.

## Игровая карьера
Бортуццо стал игроком команды «Китченер Рейнджерс» из Хоккейной лиги Онтарио в 2006 году,  после того как Роберт стал обладателем в составе команды «Форт Виллиам Норт Старз» Кубка Дадли Хьюитт (англ. Dudley Hewitt Cup) - приз вручаемый победителю розыгрыша плей-офф Высшей международной молодёжной хоккейной лиги (англ. Superior International Junior Hockey League сокр. SIJHL). Выступая за «Китченер Рейнджерс» в течение трёх сезонов, в период с 2006 по 2009 год, Бортуццо провёл на льду 138 игр, в которых набрал 49 очков и 152 минуты штрафного времени. В сезоне 2007-08 Роберт стал обладателем Гамильтон Спектэтор Трофи.

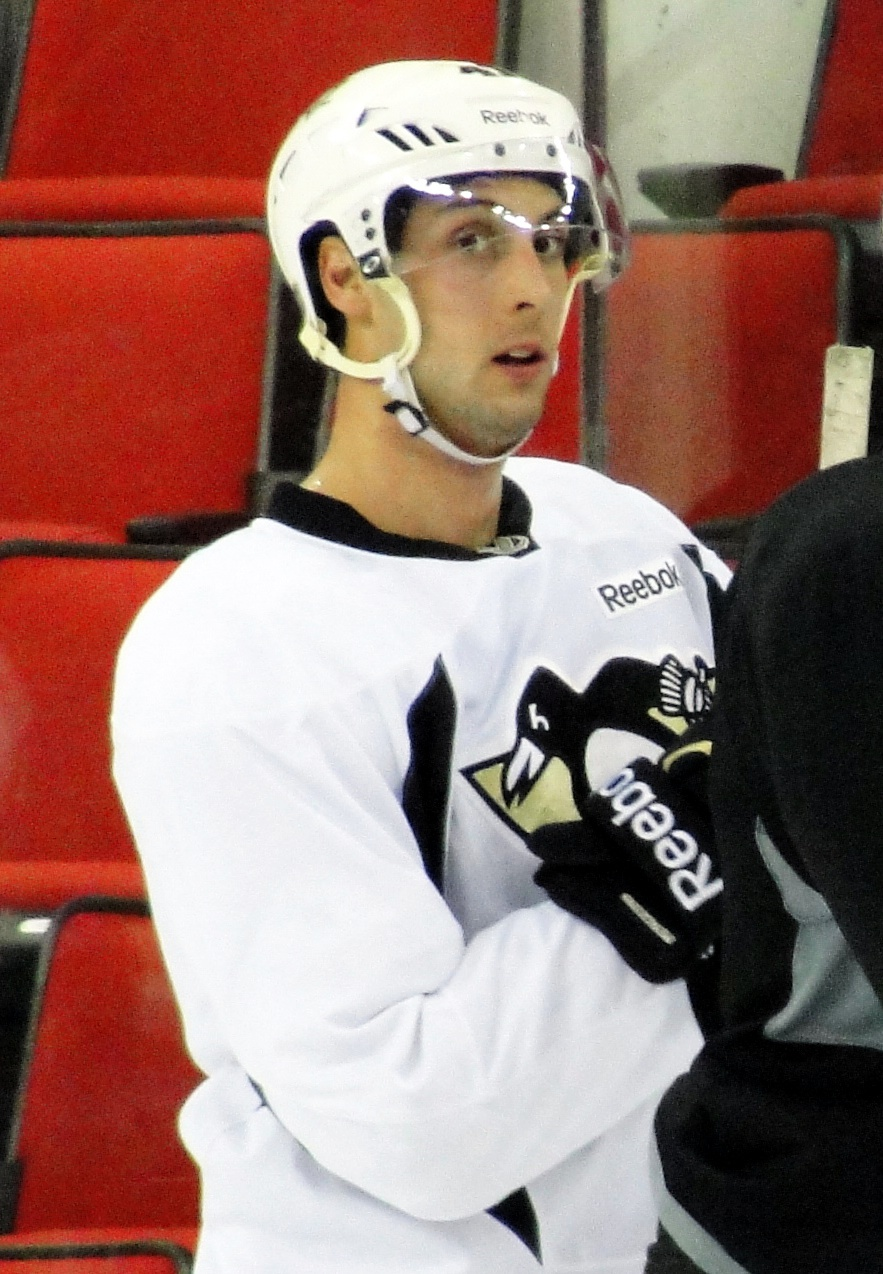
Бортуццо на тренировке в составе «Пингвинз» в 2011 году.

В 2007 году Бортуццо задрафтовывает «Питтсбург Пингвинз» в 3 раунде под общим 78-м номером.

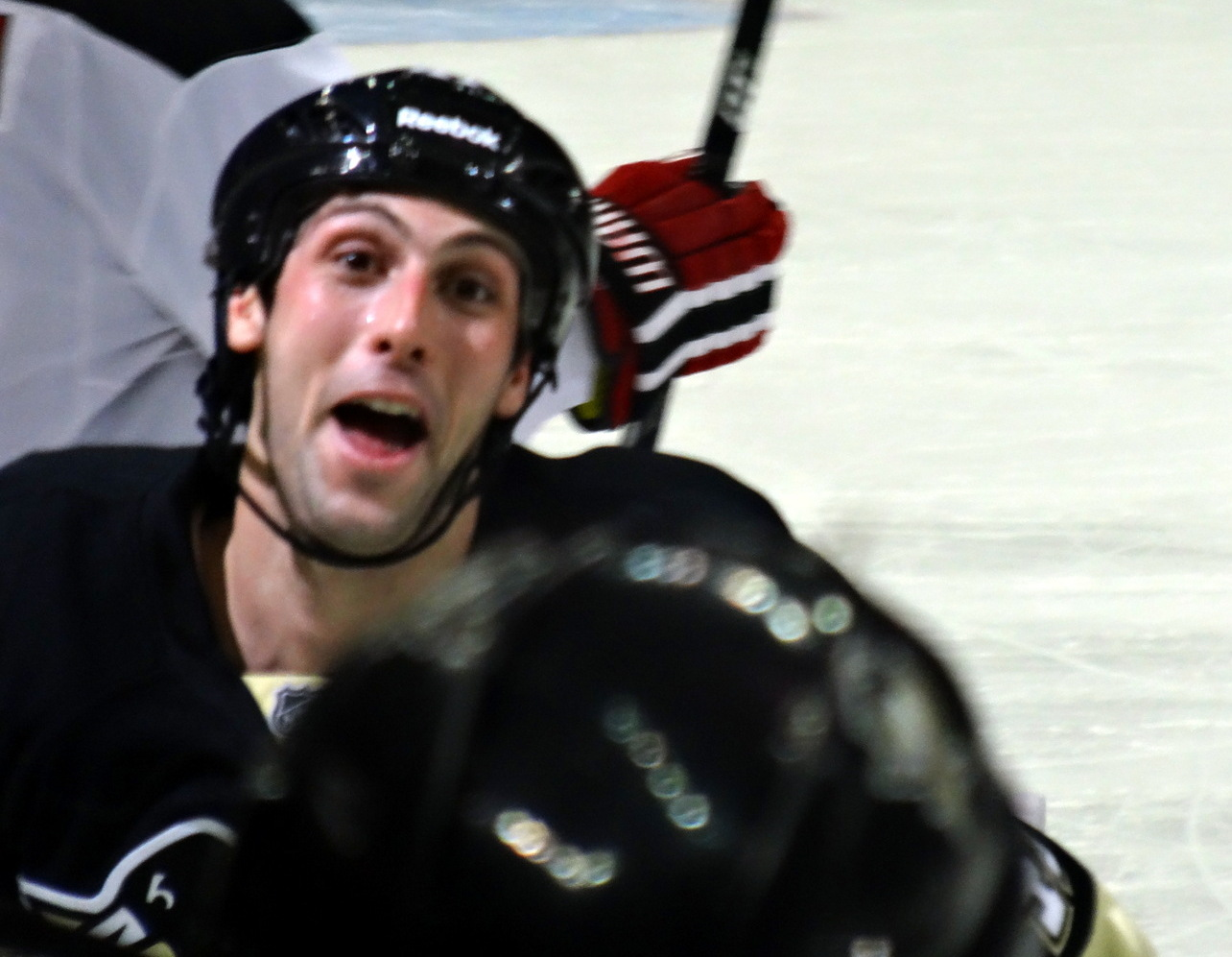
Бортуццо празднует первую шайбу, заброшенную в НХЛ.

5 ноября 2011 года Роберт первый раз в своей карьере вышел на лёд в составе «Питтсбург Пингвинз» в матче регулярного сезона НХЛ, чтобы заменить травмированного Бена Лавджоя, который в предыдущей игре сломал запястье. Во время матча против «Филадельфии Флайерз», 8 декабря 2011 года, Бортуццо получил травму — сотрясение головного мозга, после того как Зак Риналдо провёл против Роберта силовой приём. Из-за полученной травмы Бортуццо пропустил несколько недель и позже смог вернуться в строй, чтобы продолжить играть в АХЛ за фарм-клуб «Питтсбурга» — команду «Уилкс-Барре/Скрэнтон Пингвинз».
Игра Роберта продолжала прогрессировать от матча к матчу, и в укороченном из-за локаута сезоне 2012/13 он провёл на льду в составе «Пингвинов» 15 матчей из 48 возможных. Свою первую шайбу Бортуццо забросил 2 февраля 2013  года в матче против «Нью-Джерси Девилз», поразив точным броском ворота Мартина Бродёра. «Питтсбург» выиграл тот матч со счётом 5-1. ««Пингвинз»» в очередной раз попали розыгрыш плей-офф Кубка Стэнли и дошли до финала Восточной конференции, однако Роберт в рамках плей-офф не сыграл ни одной игры.
По окончании сезона 2012/13 у Бортуццо закончился контракт, однако договориться о заключении нового договора с «Пингвинами» не удалось. Камнем преткновения  стала заработная плата, которую руководство клуба предлагало хоккеисту. В июле 2013 года, для решения финансового спора уже в статусе ограниченно свободного агента, Роберт обратился в арбитражный суд. 24 июля 2013 года Бортуццо подписал новый контракт с «Питтсбург Пингвинз» сроком на 2 года с зарплатой $ 600 тыс. за сезон.
В сезоне 2013–14 игровое время Бортуццо, проведённое на льду, начало расти, в основном из-за большого числа травм, полученных защитниками основного состава. В 54 играх регулярного сезона Роберт отметился 10 результативными передачами. 26 апреля 2014 года Роберт впервые сыграл в розыгрыше плей-офф, выйдя на лёд в пятом матче серии против «Коламбус Блю Джекетс». Бортуццо заменил в составе защитника Брукса Орпика у которого была диагностирована травма верхней части тела после четвёртой игры серии. Роберт отыграл 13 мин. 36 сек. игрового времени. 5 мая 2014 года Бортуццо записал в свой актив первое очко в рамках плей-офф, в третьем матче серии против «Нью-Йорк Рейнджерс», приняв участие в комбинации, которую завершил точным броском Сидни Кросби, прервавший свою тринадцатиматчевую безголевую серию.
В дедлайн сезона 2014–15 был обменян в «Сент-Луис Блюз» на защитника Йэна Коула. По окончании сезона подписал с «Сент-Луисом» новый 2-летний контракт c заработной платой $ 1,05 млн в год. Летом 2017 года продлил соглашение еще на 2 года на сумму $ 1,15 млн в год.
В сезоне 2017–18 провёл рекордное для себя количество матчей в НХЛ, выйдя на площадку 72 раза. Но «Сент-Луис» не смог пробиться в плей-офф.

## Статистика
| Легенда | Легенда                    | Легенда | Легенда                   | Легенда | Легенда    |
| ------- | -------------------------- | ------- | ------------------------- | ------- | ---------- |
| И       | Количество проведённых игр | Штр     | Штрафное время            | +/−     | Плюс-минус |
| Г       | Голы                       | П       | Голевые передачи          | О       | Очки       |
| -       | Статистика неизвестна      | —       | Статистика не учитывалась |         |            |